# Domenico Monacelli
Domenico Monacelli (Frosinone, ... – ...; fl. XIX secolo) è stato un pittore italiano.
Affrescò scene della vita di Santa Barbara nella Chiesa di Santa Barbara dei Librai a Roma ed eseguì un dipinto per l'annesso oratorio. Per la medesima chiesa restaurò anche alcuni dipinti.